# フェリーかつら
フェリーかつらは、大阪高知特急フェリーが運航していたフェリー。

## 概要
大阪高知フェリーのフェリー化第一船として幸陽船渠で建造され、1971年9月20日に就航、関西汽船より継承した在来客船の一部運航を置き換えた。翌1972年、土佐特急フェリーとの合併により、社名は大阪高知特急フェリーとなった。
1981年4月、ニューかつらの就航により引退。1982年2月、関西汽船に用船され、12月に室戸汽船から用船したフェリーむろと (初代)がくるしま丸として就航するまで、小倉 - 松山航路で運航された。
返船後、1984年に永雄商事に売船、1990年、フィリピンのSweet Linesに売却され、Sweet Gloryとして就航した。

### 就航航路
大阪高知特急フェリー（1971年 - 1981年）
- 大阪南港 - 高知港

就航当初3ヶ月は在来客船「平和丸」「明石丸」と併用された。同型船「フェリーなにわ」の就航により完全フェリー化された後は、本船との2隻により昼夜各1往復（火曜は夜行のみ）を運航したが、1975年以降は夜行便1往復となり、繁忙期に臨時便として昼行便1往復を増便する形となった。

## 設計
フェリーなにわの同型船である。

## 船内

### 船室
- 特等室（4名×2室）
- 一等室（68名）
- 特二等室（200名）
- 二等室（442名）
- ドライバー室（106名）

### 設備
- 案内所
- 上等級用ラウンジ
- 売店
- 自動販売機
- 浴室
- ゲームコーナー

竣工時にはレストラン、スナック、喫茶・バーも存在した

## 事故・インシデント
1975年4月29日、22時28分ごろ、大阪南港から高知港へ向かっていた本船は、の神戸港和田防波堤燈台の西方10.1海里の大阪湾内の地点でコンテナ船サンシンスターと衝突した。本船とサンシンスターのいずれも22時10分ごろには、レーダーで相手船を確認していたが、本船は右転、サンシンスターは左転してかわそうとしたため、それぞれ方位がかわらないまま接近、サンシンスターの船首が本船の左舷船首部に船首から約80度の角度で衝突した。衝突により、本船は左舷船首部の外板に長さ約19メートル×幅約6メートルの損傷を生じ、サンシンスターは船首材が圧壊した。また、本船の旅客13名が軽い打撲傷を負った。事故発生当時、霧が出ており、視程は600 - 700メートルと悪化していた。事故原因は、本船およびサンシンスターが霧のため視界が制限される状態で過大な速力で進行し、著しく接近する他船の存在をレーダーで確認しながら、停船など衝突回避処置が十分でなかったこと、とされた。